# Lorenzo Nannoni (tennistavolista)
Lorenzo Nannoni (San Giovanni Valdarno, 10 luglio 1968) è un tennistavolista italiano, commissario tecnico della nazionale italiana di Tennistavolo.

## Biografia
Nel 1982 si classifica secondo ai campionati europei giovanili a squadre insieme a Francesco Manneschi, conquistando la prima medaglia europea a squadre in assoluto nella storia del tennistavolo italiano. Nel 1985 ottiene il terzo posto ai campionati europei juniores di doppio, ancora una volta con Francesco Manneschi. Dopo una lunga serie di successi nelle categorie giovanili, nel 1986 a 18 anni si laurea campione italiano per poi ripetersi nel 1988. Conquista per 6 volte il titolo assoluto nel doppio (1988, 1990, 1991, 1993, 1994 e 1996). Gioca in serie A fino al campionato 2000/2001 disputato con la maglia della Fortitudo Bologna Seria A maschile 2000.
A livello internazionale è stato medaglia d'argento ai Giochi del Mediterraneo del 1987 e medaglia d'argento di doppio con Massimiliano Mondello ai Giochi del Mediterraneo del 1993. Vanta 280 presenze nella Nazionale italiana. Ha partecipato a 7 campionati del mondo e 7 campionati europei. È stato n. 96 al mondo e n. 49 in Europa. 
Dal 2001 è commissario tecnico della squadra giovanile maschile dell'Italia e nel 2005/2006 prende il posto di Massimo Costantini come commissario tecnico della Nazionale maschile assoluta di tennistavolo.